# Леджион Филд
«Леджион Филд» или «Легион Филд» (англ. Legion Field) — футбольный стадион, расположенный в столице штата Алабама городе Бирмингем (США). Открыт в 1927 году, назван в честь Американского легиона — организации ветеранов вооружённых сил США.
После сноса одной из верхних частей в 2004 году вмещает на данный момент 71 594 зрителя. На пике своего развития вмещал 83 091 место, а на фасаде сверху красовалась надпись «Football Capital of the South» (футбольная столица Юга). В просторечии стадион часто называют как «старая серая леди» или «серая леди на Греймонте».

## История
Строительство стадиона на 21 000 мест началось в 1926 году и обошлось в 439 000 долларов. Оно был завершено в 1927 году. Стадион был назван в честь Американского легиона. На первом событии 16 800 фанатов наблюдали, как 19 ноября 1927 года Говардский колледж (ныне известный как Сэмфордский университет) обыграл Бирмингемский южный колледж со счётом 9:0.
С годами стадион рос. Расширения не соответствовали первоначальному замыслу дизайнера о превращении стадиона в монументальный амфитеатр в форме подковы. Вместимость была увеличена до 25 000 в 1934 году и до 45 000 в 1948 году, а чаша была закрыта. В 1961 году к восточной стороне стадиона была пристроена верхняя трибуна на 9 000 мест, в результате чего вместимость стадиона увеличилась до 54 600. В 1965 году на стадионе была построена новая ложа для прессы, и вместимость была увеличена до 68 821. 4 октября 1969 года состоялся первый транслируемый по общенациональному телевидению вечерний футбольный матч колледжей на стадионе «Леджион Филд».
В 1970 году натуральная трава была заменена покрытием Poly-Turf, которое в свою очередь было заменено на AstroTurf в 1975 году. Вместимость была увеличена до 75 808 в 1977 году и в дальнейшем ещё увеличена до 83 091 в 1991 году. Натуральная трава была возвращена на стадион в 1995 году в рамках подготовки к проведению футбольного турнира летних Олимпийских игр в Атланте. В 2006 году поле снова превратилось в искусственное с наполнением FieldTurf. Поле имеет обычное выравнивание с севера на юг на высоте около 570 футов (170 м) над уровнем моря.
В 2004 году структурная оценка определила, что верхняя трибуна на 9 000 мест требует капитального ремонта, чтобы соответствовать современным строительным нормам. Из-за низких перспектив надлежащего ремонта Университет Алабамы отменил несколько домашних игр, которые он планировал провести в Бирмингеме. Город убрал верхнюю трибуну в 2005 году, так как вместимость превышала потребности арендаторов. В 2015 году были произведены ремонтные работы, в том числе различные обновления и общий ремонт, в том числе установлено новое увеличенное видеотабло, а также новая улучшенная звуковая система.
Будущее стадиона после студенческого футбольного сезона 2020 года остаётся неопределённым. Администрация гражданского центра Бирмингема-Джефферсона начала строительство нового стадиона на территории комплекса Бирмингема-Джефферсона в июле 2019 года. Ожидается, что команда Университета Алабамы в 2021 году переедет на новый стадион вместимостью 47 000 мест, известный как «Протектив Стэдиум».

## Спортивные события на стадионе

### Студенческий американский футбол
На протяжении большей части 20-го века «Леджион Филд» был альтернативной домашней площадкой команд «Алабама Кримсон Тайд» и «Оберн Тайгерс», являясь крупнейшим стадионом штата и имея наиболее подходящую логистику в Алабаме. Начиная с 1948 года здесь регулярно проводился Айрон Боул — завершающее сезон противостояние между командами Алабамы и Оберна, получившее своё название из-за того, что Бирмингем являлся центром сталелитейной промышленности. «Алабама» выступала в качестве номинальных хозяев в чётные годы, а «Оберн» — в нечётные годы. В 1989 году «Оберн» перенёс свои домашние матчи на свой стадион «Джордан-Хейр». Однако в 1991 году они ещё провели один боул здесь. С тех пор «Айрон Боул» проводился здесь раз в два года, когда хозяевами выступала «Алабама». Последний такой матч состоялся в 2000 году, после чего «Алабама» перенесла свои матчи на «Брайант-Денни». Она в принципе постепенно сокращала количество матчей за сезон на «Леджион Филд» и последний раз сыграла здесь 30 августа 2003 года. Плохое состояние стадиона вынудило «Алабаму» расторгнуть контракт с Бирмингемом и полностью переехать в Таскалусу.
С 1991 по 2020 год стадион являлся домашним для команды «УАБ Блэйзерс». Они временно покинули его в 2014 году на два года в связи с роспуском команды. Однако вернулись сюда 2 сентября 2017 года. В 2021 году планируется переезд команды на новый стадион.
С 1946 года здесь проходит так называемый Magic City Classic между командами Университета сельского хозяйства и машиностроения Алабамы и Университета штата Алабама. Также стадион принимал Steel City Classic между командами Колледжа Майлза и Колледжа Стиллмана.
Помимо этого стадион принимал такие игры как:
- Dixie Bowl (1947—1948)
- Hall of Fame Bowl (1977—1985)
- All-American Bowl (1986—1990)
- TicketSmarter Birmingham Bowl (2006—2020)

### Профессиональный американский футбол
В разные годы на стадионе проводились матчи различных местных профессиональных команд. Он был домом для команд «Бирмингем Американс» и «Бирмингем Вулканс», выступавших в World Football League в 1974-75 годах, «Алабама Вулканс», выступавшей в Американской футбольной ассоциации в 1979 году, «Бирмингем Стэллионс» в Футбольной лиге США в 1983-85 годах, «Бирмингем Файр» в World League of American Football в 1991-92 годах, «Бирмингем Барракудас» во время кратковременного расширения Канадской футбольной лиги в США в 1995 году, «Бирмингем Тандерболтс» в XFL в 2001 году и «Бирмингем Айрон» в Альянсе американского футбола в 2019 году.
Здесь также были проведены две предсезонные игры НФЛ: в 1970 и 1988 годах.

### Футбол
Самым известным футбольным матчем, состоявшимся здесь, является игра, сыгранная 30 марта 2005 года в 4-м раунде КОНКАКАФ квалификации чемпионата мира 2006, когда сборная США победила сборную Гватемалы со счётом 2:0.
Также здесь проводились матчи группового этапа олимпийского футбольного турнира 1996: 6 игр мужского турнира и 3 — женского.
В 2006 году после возвращения искусственного покрытия Федерация футбола США заявила, что больше не будет проводить свои матчи на «Леджион Филд».

## Концерты
Свои концерты здесь проводили U2, Pink Floyd, Rolling Stones.

## Галерея

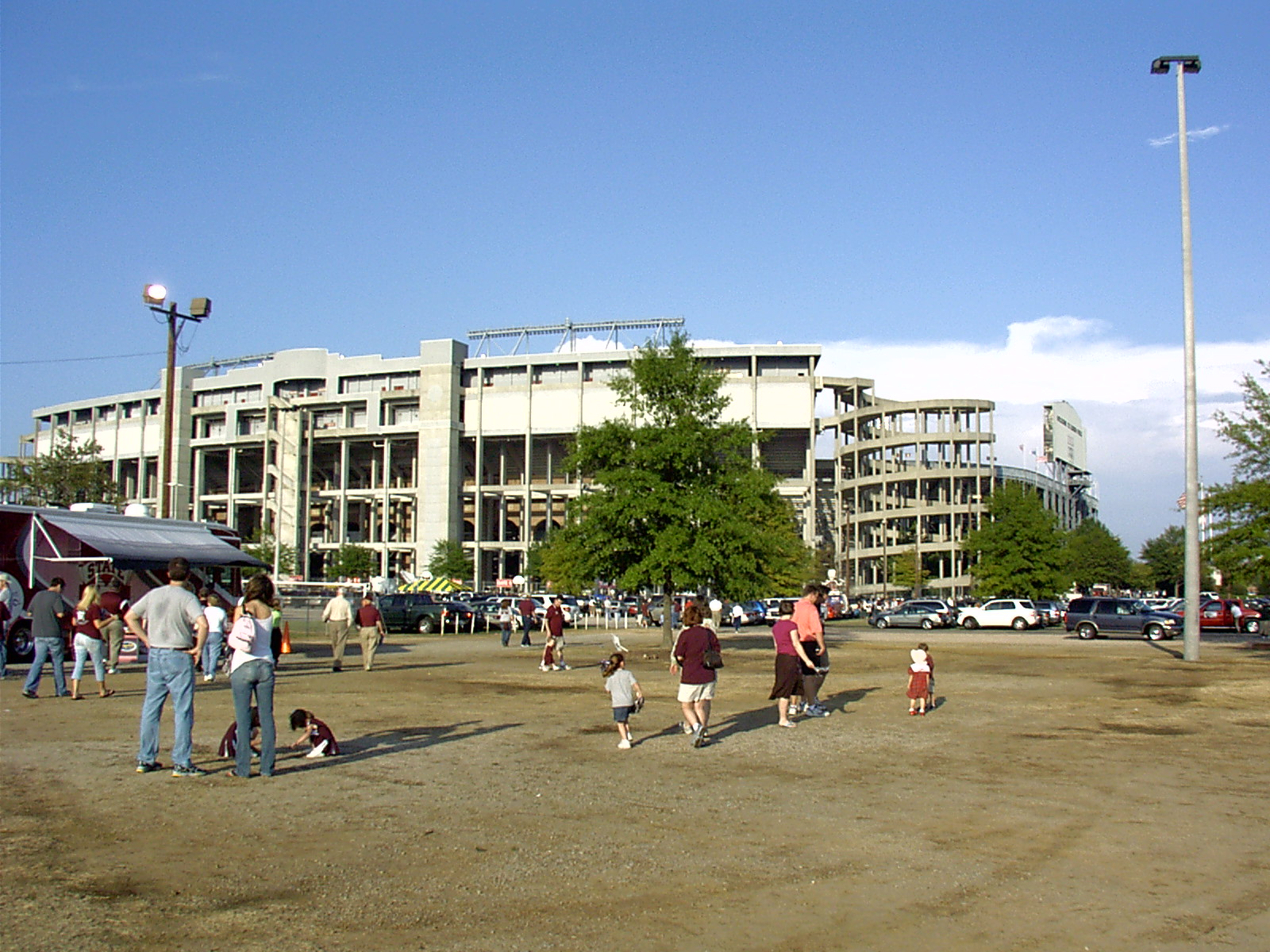
Внешний вид
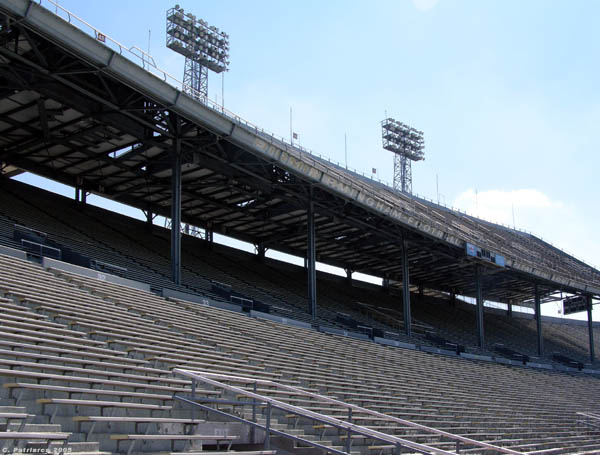
Перед сносом верхней трибуны
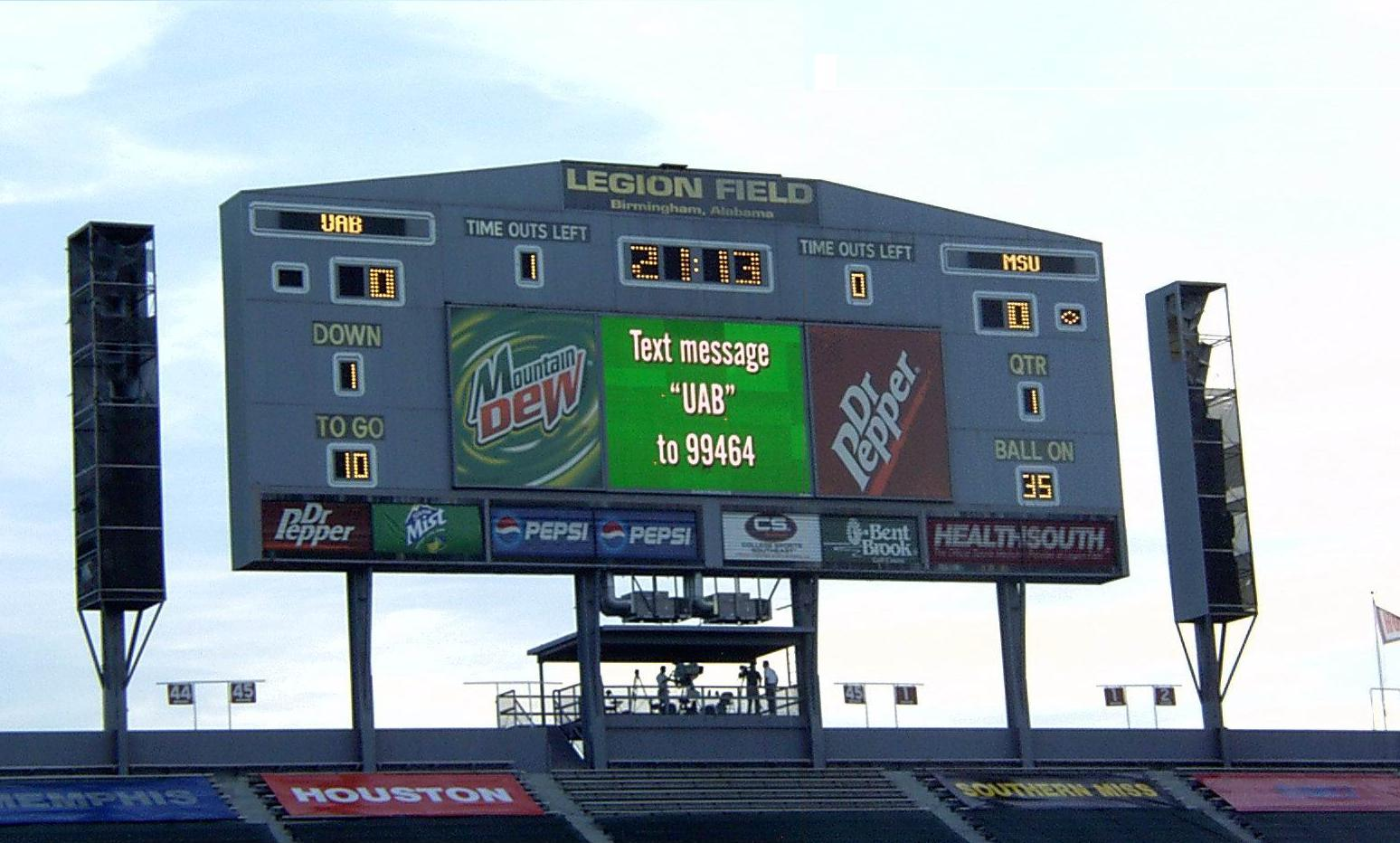
Старое табло
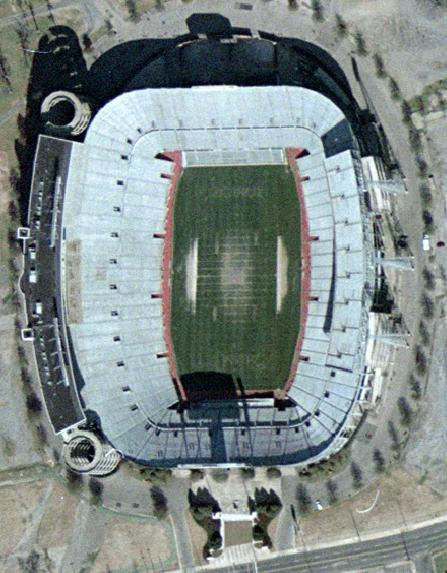
Вид со спутника, 2004 год
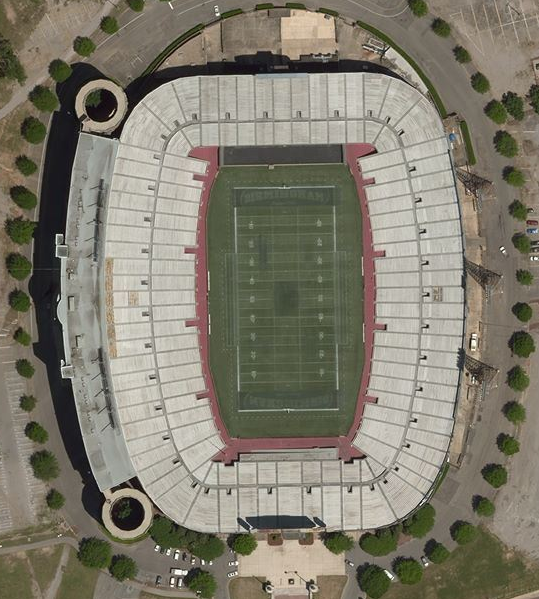
Вид со спутника, 2015 год